# Heinz Krug
Arno Fritz Kurt Heinz Horst Krug (Muskau, 16 augustus 1913 – vermist geraakt te München, 11 september 1962) was een Duitse nationaalsocialist, jurist en wapenhandelaar. Op 11 november 1962 verdween hij onder verdachte omstandigheden in München. Op 18 september 1973 werd hij door het gerechtshof van München officieel doodverklaard.

## Leven
Krug werd in 1913 in de Saksische stad Muskau geboren als zoon van een leraar op een middelbare school. Krug deed zijn middelbare studies in Wałbrzych (dat destijds op Duits grondgebied lag en Waldenburg heette). Hij was al in 1925 lid van de Jungstahlhelm.
Na zijn middelbare studies ging hij rechten studeren in Innsbruck en Breslau (nu Wrocław). Hij werd rond 1932 lid van enkele nationaalsocialistische studentenclubs en op 1 mei 1933 lid van de NSDAP met lidnummer 1.971.204.
In 1936 onderbrak hij zijn studies voor een pilotenopleiding bij de Luftwaffe. In 1937 trad hij toe tot het NSFK, het Nationalsozialistisches Fliegerkorps, waar hij als juridische adviseur ging werken. Tegelijk zette hij zijn studies rechten in Breslau verder.
In 1939 behaalde hij zijn master in de rechten en werd luitenant in het Duitse leger. Hij volgde in die periode lessen in straalaandrijving. Bij de Duitse luchtmacht werd hij ingezet in Frankrijk en Noord-Afrika. Hij was gekend als waaghals en liep verscheidene verwondingen op, zonder blijvende gevolgen. In 1943 promoveerde hij in Breslau tot doctor in de rechten.
De laatste jaren werkte hij mee aan het Duitse raketprogramma in het militaire onderzoekscentrum in Peenemünde (Heeresversuchsanstalt Peenemünde) onder leiding van zijn jeugdvriend Wernher von Braun. Hij stond onder andere in voor de bevoorrading van zeldzame onderdelen via een wereldwijd netwerk.
In tegenstelling tot Von Braun en de meeste ingenieurs uit zijn team sloeg Heinz Krug na het beëindigen van de oorlog in 1945 het aanbod om in de Verenigde Staten te gaan werken af. Hij ging in München aan de slag op de luchtvaartafdeling van de verzekeringsmaatschappij Allianz. Op 12 december 1946 trouwde hij met Margot Herzog (1921-2004). Ze kregen twee kinderen, Beate (1947) en Rüdiger (1951).
In 1955 werd hij wetenschappelijk directeur van het "Forschungsinstitut für Physik der Strahlenantriebe" (vrij vertaald: Onderzoeksinstituut voor de Fysica van Straalaandrijving) in Stuttgart. Hij werkte er mee aan de ontwikkeling van het raketprogramma voor Egypte.
Op 14 juli 1960 richtte hij in Stuttgart zijn eigen bedrijf op met de naam “Intra-Handelsgesellschaft mbH”. Tevens leidde hij de vestiging van United Arab Airlines in München. Hij leverde materiaal en technologische ondersteuning aan het Egyptische raketprogramma, waardoor hij als sleutelfiguur beschouwd werd.

## Verdwijning
Op 11 september 1962 verdween Heinz Krug spoorloos in München. Twee dagen later werd zijn Mercedes 300SE gevonden.
Verschillende media vermoedden dat de Mossad of Egypte betrokken waren bij deze verdwijning in het kader van de toenmalige "zaak rond de Duitse raketexperts in Egypte", een internationaal politiek geschil tussen 1962 en 1965 tussen de Egypte, de Bondsrepubliek Duitsland en Israël, waarin Israël zich bedreigd voelde door de massale deelname van Duitse wetenschappers en technici aan het raketprogramma van haar toenmalige vijand Egypte. Als reactie startte Israël met de "Operatie Damocles".
Het Israëlische tijdschrift HaBoker daarentegen opperde in 1962 het vermoeden dat het om een ontvoering en moord in opdracht van Egypte ging.
Later werd de naam van de spion Otto Skorzeny, een vroegere nazi die door de Mossad als spion was gerekruteerd, genoemd in het kader van deze verdwijning. Volgens een onderzoek van de Israëlische Haaretz in 2016 zou Krug een ontmoeting met Otto Skorzeny hebben gehad, die hem op dat moment in opdracht van de Israëlische staat zou hebben neergeschoten. Samen met handlangers zou zijn lichaam met zuur zijn overgoten en ten slotte in een bos begraven.
Een onderzoek dat in 2018 werd gepubliceerd door de Israëlische journalist Ronen Bergman stelde echter dat Krug ontvoerd werd in München en via Marseille naar Israël was overgebracht. Daar zou hij maandenlang ondervraagd zijn geweest en in de buurt van Tel Aviv zijn vermoord zijn in opdracht van de spion Isser Harel. Zijn lichaam zou vanuit een vliegtuig van de Israëlische luchtmacht in de zee zijn gedumpt.

## Externe bronnen
- War Mossad verantwortlich für Verschwinden des Münchner Geschäftsmannes Heinz Krug?, Bayerischer Rundfunk 25 januari 2018
- Beate Krug, Kaj R. Krug: Raketen-Krug. Das rätselhafte Verschwinden unseres Vaters. 2016, [[:de:Special:BookSources/9783776628005|ISBN 978-3-7766-2800-5]].
- Ronen Bergman: Der Schattenkrieg. Israel und die geheimen Tötungskommandos des Mossad. DVA, München 2018, [[:de:Special:BookSources/9783421045966|ISBN 978-3-421-04596-6]].
- Susanne Benöhr-Laqueur: Im Fadenkreuz. Rezension des Buches von Beate Soller-Krug und Kaj Krug: Am Ufer des Nils. Unser Vater „Raketen-Krug“ und der Mossad, Stuttgart 2018.[17]
- Helge Dvorak: Biographisches Lexikon der Deutschen Burschenschaft. Band I: Politiker. Teilband 9: Nachträge. Koblenz 2021, S. 97–99. (Online-PDF)